# A Noite do Meu Bem

"A Noite do Meu Bem" é uma canção composta pela cantora e compositora brasileira Dolores Duran em 1959. Além de um grande sucesso da música brasileira, é talvez o maior exito de Dolores Duran. A canção é de estilo samba-canção e contém estrofes de três versos. Na letra, há um eu-lírico esperando ansiosamente o seu amor, para uma noite romântica, bela e apaixonada. Durante a canção, sentimentos puros são cantados, até que no fim, cansado de esperar, a personagem se mostra desesperançada e amargurada. A Noite do Meu Bem foi escolhida como uma das 100 Maiores Músicas Brasileiras de Todos os Tempos pela Revista Rolling Stone Brasil.
Segundo a cantora Marisa Gata Mansa, amiga de Dolores, "A Noite do Meu Bem" foi escrita cuidadosamente. Em 1959, Dolores fez um rascunho da letra em casa e durante alguns dias, fosse na rua ou na boate, parava pensativa para modificar e acrescentar os versos. Dolores gravou a canção cerca de um mês antes de morrer. Sua versão contém um instrumental que lembra uma caixinha de música chamado Celesta. Com o falecimento de Dolores, o lançamento da canção foi apurado e em menos de quinze dias era comercializado num disco 78rpm, junto com "Fim de Caso", também de sua autoria e também um sucesso. A notícia da morte da cantora era embalada por estas e outras canções divulgadas postumamente.

## Versões
Ainda em 1959, Elza Laranjeira e Marisa Gata Mansa regravaram a canção, ambas em discos 78rpm e Agostinho dos Santos em seu LP Inimitável. No ano seguinte, Elizeth Cardoso gravou a canção para seu álbum A Meiga Elizeth, Lúcio Alves para seu álbum hômonimo à canção e Nelson Gonçalves para seu disco Seleção de Ouro, além de Dalva de Oliveira em um 78rpm. A cantora Maysa, também amiga de Dolores, gravou "A Noite do Meu Bem" em 1961 para o Maysa Sings Songs Before Dawn, seu nono álbum de estúdio. Lançado somente nos Estados Unidos e na Argentina, o álbum contém somente "A Noite do Meu Bem" como canção em língua portuguesa, cuja gravação de Maysa contou com seu famoso tom dramático. Em 1968, foi a vez de Elis Regina que gravou em Paris a versão de Pierre Barouh em francês e em 1970 de Tito Madi. Na década de 1980 as regravações foram de Milton Nascimento, Rosemary, Ângela Maria e Cauby Peixoto e nos anos 90, Agostinho dos Santos e Nana Caymmi. No século XXI, "A Noite do Meu Bem" entra no repertório de Zezé Mota, Alcione, Kid Abelha, Agnaldo Timóteo e Hebe Camargo.
"A Noite do Meu Bem" ganhou versões em outras línguas também. Em 1961, o cantor argentino Roberto Yanés gravou "La Noche de Mi Amor", com letra adaptada por Rafaelmo. A cantora mexicana Flor Silvestre gravou a mesma letra com mariachi em 1966. O cantor Brasileiro Altemar Dutra também gravou a canção em versão castelhana, porém com letra adaptada por Quezada. Lenita Bruno, para seu álbum Lenita Bruno em Hollywood, de 1968, gravou "Velvet", uma versão em inglês. A poliglota cantora brasileira Bia Krieger, gravou em 1999 a canção numa versão francesa por Pierre Barouh, chamada "La Nuit de Mon Amour". Fábio Jorge e Cândido Fernandes também gravaram esta versão em 2008 e 2010, respectivamente.
A Noite do Meu Bem é também o nome de um filme biográfico sobre a vida de Dolores Duran lançado em 1968 sobre a direção de Jece Valadão, o filme conta sobre as lutas de Dolores pra ingressar sua carreira de cantora e seus amores e desilusões. Sobre o papel principal de Dolores Duran interpretada por Joana Fomm